# Epicadus
Epicadus là một chi nhện trong họ Thomisidae.